# Lipsanoteca

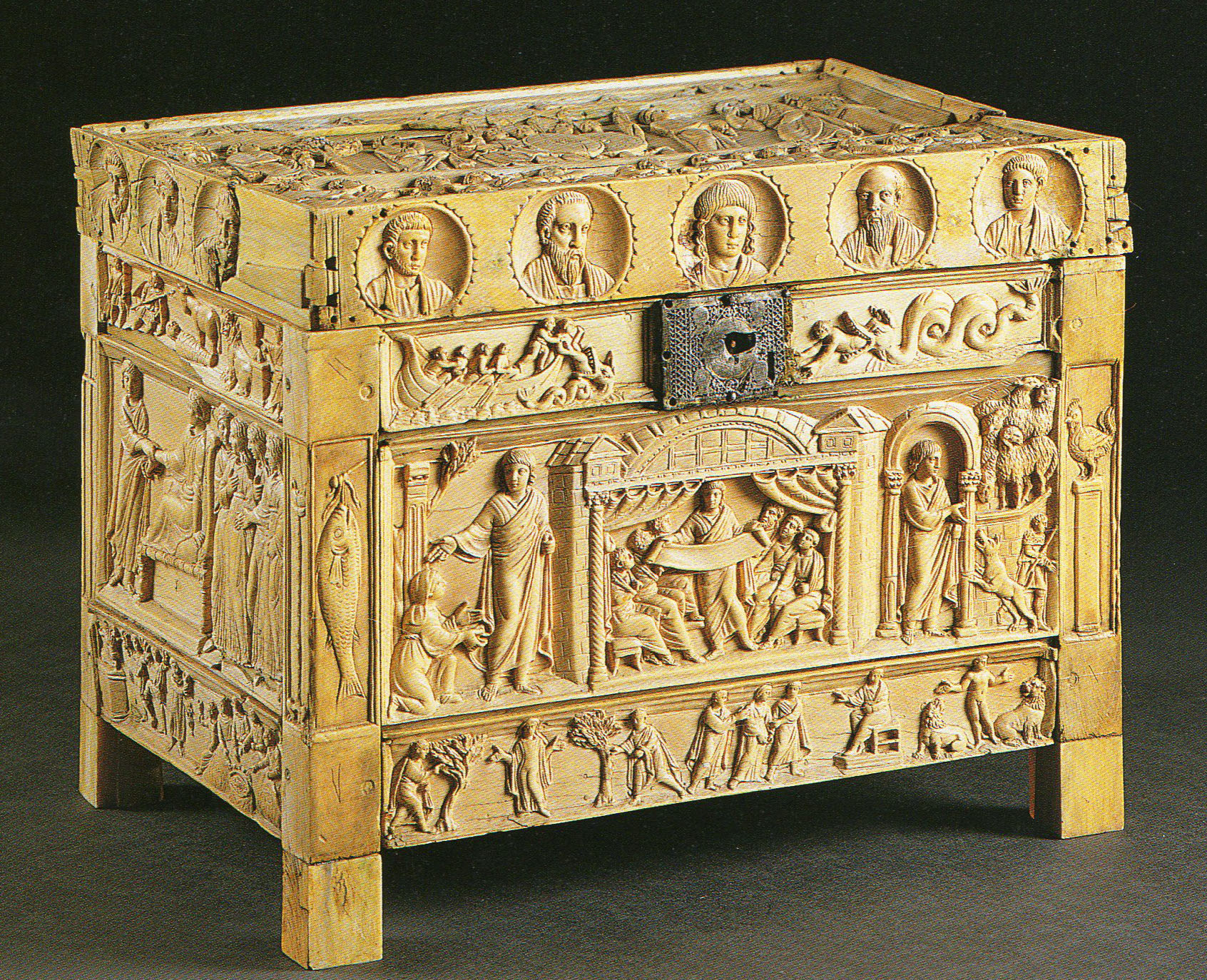
Lipsanoteca de Brescia

Uma lipsanoteca é um relicário, especificamente uma pequena caixa contendo as relíquias reais dentro de um relicário. O termo deriva do grego até o latim tardio. Também passou a ser aplicado a exposições monumentais de relíquias.
Lipsanoteca (também chamada de capsella,(em italiano), por sua vez, é derivado do grego λείπσανον e τέκα, que significa custódia de relíquias. É um estojo, ou uma caixa, ou em qualquer caso, um recipiente que tem a tarefa de guardar objetos preciosos destinados à adoração. Um armário ou sala contendo relicários e objetos preciosos, como Bíblias iluminadas, também é chamado de lipsanoteca.

## História
A arte lipsanográfica foi produzida a partir do século IV, quando o culto ao cristianismo tornou-se livre. São exemplos da arte cristã primitiva, objetos preciosos, cobertos com prata cinzelada - ou com placas de marfim finamente trabalhadas - representando cenas do Antigo e Novo Testamento e da vida dos santos. Outras lipsanotecas antigas são mais simples, esculpidas em blocos de mármore e depois fechadas com tampas de madeira.
A arte lipsanográfica se expandiu pelo continente europeu. Um exemplo são as produzidas em Portugal na Idade Média.
Algumas lipsanotecas derivam de sarcófagos; outros são esculpidas em um bloco de pedra bruta. Em certos períodos, o estilo de decoração foi influenciado pelas culturas copta-egípcias, lombarda e arabaica.